# Babyshop Group
Babyshop Group är en e-handlare i kategorin barnkläder och barnprodukter som grundades år 2006 och ägs av Linn Tagesson och Marcus Tagesson., värderat till 1 miljard kronor. Huvudinvesterare i bolaget har Verdane Capital varit på senare tid har även Christina Stenbeck tillkommet vid senaste kapitalanskaffningen om 155 msek. 
Företaget köpte 2013 Oii Design. 2014 köpte Babyshop sin brittiska konkurrent AlexandAlexa. 2017 köpte Babyshop Lekmer från Qliro för ca 90 msek. Företaget omsätter årligen över 1 miljard kronor. Lekmer och Babyshops huvudmarknad är Sverige och Norden samt Babyshop i Asien. Alexandalexa’s huvudmarknad är Australien, Storbritannien och USA.

## Utmärkelser
- Årets e-handlare 2011 (Nordic eCommerce Award)[7]
- Årets Barnbutik 2012 (Habit Modegalan)[8]
- Årets e-handel 2014 (Retail Awards)[9]